# Kragbock
Kragbock (Anaesthetis testacea) är en skalbaggsart som först beskrevs av Fabricius 1781.  Kragbock ingår i släktet Anaesthetis, och familjen långhorningar. Enligt den svenska rödlistan är arten sårbar i Sverige. Arten förekommer i Götaland och Öland. Artens livsmiljö är skogslandskap, jordbrukslandskap, stadsmiljö.